# Nizar Qabbani
Nizar Qabbani (* 21. März 1923 in Damaskus; † 30. April 1998 in London; arabisch نزار قباني, DMG Nizār Qabbānī) war ein syrischer Dichter und Diplomat. Seine Gedichte zählen zu den bekanntesten Werken der zeitgenössischen arabischen Lyrik.

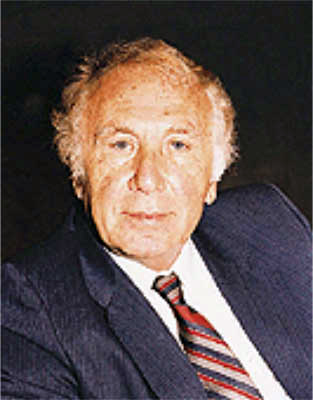
Nizar Qabbani (1998)

## Leben
Als Qabbani 15 Jahre alt war, beging seine 25-jährige Schwester Selbstmord, weil sie ihre große Liebe nicht heiraten konnte. Während der Beerdigung formte sich in ihm der Wille, die sozialen Missstände zu bekämpfen, die zum Tod seiner Schwester geführt hatten. Qabbani studierte Recht an der Universität Damaskus und schloss sein Studium 1945 ab. Daraufhin schlug er die diplomatische Laufbahn ein und wurde Botschafter seines Landes in Beirut, Kairo, Madrid und London. Er schied 1966 aus dem diplomatischen Dienst aus.
Nizar Qabbani schrieb über 30 Lieder für den irakischen Sänger Kazim as-Sahir und dieser benutzte mehrere von Qabbanis Gedichten als Texte für seine Lieder. Auch die libanesische Sängerin Majida ar-Roumy sang mehrere seiner Gedichte, darunter „Kalimat“ (Worte), „Ma’a Jarida“ (Mit einer Zeitung) und „Tawq al-Yasmin“ (Kette aus Jasmin).
Nizar Qabbani heiratete zuerst seine Cousine Zahra; aus der Ehe gingen ein Sohn und eine Tochter hervor. In zweiter Ehe heiratete er die Irakerin Balqis, die am 15. Dezember 1982 durch einen Bombenanschlag in Beirut getötet wurde. Ihr widmete er sein berühmtes Gedicht Balqis. Mit ihr hatte er ebenfalls zwei Kinder. Qabbani fühlte sich nach diesem schweren Schicksalsschlag in Beirut nicht mehr wohl. Er lebte fortan in Europa und pendelte zwischen Paris und Genf. Schließlich ließ er sich in London nieder, wo er die letzten 15 Jahre seines Lebens verbrachte. Seine Dichtung konzentrierte sich jetzt mehr auf politische Themen. Besonders von Bedeutung war dabei der libanesische Bürgerkrieg, dem er zahlreiche Gedichte widmete. Die libanesische Hauptstadt Beirut war oft Schauplatz in seinem Werk. Genauso handelten seine Gedichte aber auch von Damaskus, Bagdad und Jerusalem.
In seinem Heimatland Syrien wird Qabbani als Nationalheld angesehen. Die syrische Hauptstadt blieb in seinen Gedichten stets präsent. In seinen späteren Jahren enthielten die Gedichte Qabbanis auch starke anti-autoritäre Züge. Jedoch vermied es Qabbani den damaligen Präsidenten, Hafiz al-Assad, explizit zu kritisieren. In den 1990er Jahren wurde eine Straße in Damaskus nach dem Dichter benannt.
Qabbani starb am 30. April 1998 an einem Herzinfarkt in London. Bei seiner Beerdigung verhinderten islamische Fundamentalisten mit Gewalt, dass sein Sarg – als der eines angeblich „Ungläubigen“ – in die Londoner Regent’s Park-Moschee zum Gebet aufgestellt werden konnte. Qabbani wurde nach eigenem Wunsch im Familiengrab in Damaskus beigesetzt. In Syrien wurde ihm ein Staatsbegräbnis zuteil, und der Sarg wurde von einer großen Menschenmenge durch die Straßen von Damaskus getragen.

## Werke
Gedichte und Gedichtbände
- Kindheit einer Brust (1948)
- Samba (1949)
- Du gehörst mir (1950)
- Gedichte (1956)
- Meine Geliebte (1961)
- Tagebuch einer gleichgültigen Frau (1968)
- Buch der Liebe (1970)
- 100 Liebesbriefe (1970)
- Gedichte gegen das Gesetz (1972)
- Worte
- Kette aus Jasmin
- Mit einer Zeitung
- Wörterbuch für einen Liebhaber (1981)
- Die Liebe hält nicht bei rot (1985)
- Beirut brennt und ich liebe dich
- Granada
- Eine Goldverzierung auf einem Damaszener Schwert
- Ich bin, meine Vertraute, überdrüssig, ein Araber zu sein
- Randbemerkungen zum Tagebuch einer Niederlage
- Das Gesicht Qanas

Übersetzung ins Deutsche
- Nach deinen Augen gehen die Uhren der Welt. Ausgewählte Gedichte von Nizar Qabbani, übersetzt von Alya Krupp al-Shamma. Norderstedt, 2004, ISBN 978-3-8334-3477-8